# 스쿠트의 운항 노선
2020년 7월 기준으로, 스쿠트는 다음과 같은 노선을 운항중이다.

## 운항 노선

### 아시아

#### 동아시아
- 대한민국
  - 서울 - 인천국제공항
  - 제주 - 제주국제공항
- 중화인민공화국
  - 광저우 - 광저우 바이윈 국제공항
  - 난닝 - 난닝 우수 국제공항
  - 난징 - 난징 루커우 국제공항
  - 선양 - 선양 타오셴 국제공항
  - 시안 - 시안 셴양 국제공항
  - 우시 - 순안 슈오팡 국제공항
  - 우한 - 우한 톈허 국제공항
  - 정저우 - 정저우 신정 국제공항
  - 제양 - 제양 차오샨 국제공항
  - 창사 - 창사 황화 국제공항
  - 칭다오 - 칭다오 자오동 국제공항
  - 쿤밍 - 쿤밍 창수이 국제공항
  - 톈진 - 톈진 빈하이 국제공항
  - 푸저우 - 푸저우 창러 국제공항
  - 하얼빈 - 하얼빈 타이핑 국제공항
  - 하이커우 - 하이커우 메이란 국제공항
  - 항저우 - 항저우 샤오산 국제공항
- 마카오
  - 마카오 - 마카오 국제공항
- 홍콩
  - 홍콩 - 홍콩 첵랍콕 국제공항
- 일본
  - 도쿄 - 나리타 국제공항
  - 삿포로 - 신치토세 공항
  - 오사카 - 간사이 국제공항
- 중화민국
  - 타이베이 - 타이완 타오위안 국제공항
  - 가오슝 - 가오슝 국제공항

#### 동남아시아
- 라오스
  - 비엔티안 - 왓따이 국제공항
  - 루앙프라방 - 루앙프라방 국제공항
- 말레이시아
  - 쿠알라룸푸르
    - 쿠알라룸푸르 국제공항
    - 술탄 압둘 아지즈 샤 공항[2]

  - 랑카위 - 랑카위 국제공항
  - 이포 - 술탄 아즐란 샤 공항
  - 코타바루 - 술탄 이스말리 페트라 공항
  - 코타키나발루 - 코타키나발루 국제공항
  - 쿠안탄 - 술탄 하지 아마드 샤 공항
  - 쿠칭 - 쿠칭 국제공항
  - 페낭 - 페낭 국제공항
- 베트남
  - 하노이 - 노이바이 국제공항
  - 푸꾸옥 - 푸꾸옥 국제공항[3]
  - 호치민 시 - 떤선녓 국제공항
- 싱가포르
  - 싱가포르 - 싱가포르 창이 국제공항 허브
- 인도네시아
  - 자카르타 - 수카르노 하타 국제공항
  - 덴파사르 - 응우라라이 국제공항
  - 롬복 - 롬복 국제공항
  - 마나도 - 삼 라투랑이 국제공항
  - 마카사르 - 술탄 하사누딘 국제공항
  - 발릭파판 - 술탄 아지 모하메드 술라이만 국제공항
  - 세마랑 - 아마드 야니 국제공항
  - 수라바야 - 주안다 국제공항
  - 욕야카르타 - 욕야카르타 국제공항
  - 파당 - 미낭카바우 국제공항[3]
  - 팔렘방 - 술탄 마흐무드 바다루딘 2세 국제공항
  - 페칸바루 - 술탄 샤리프 가심 2세 국제공항
- 태국
  - 방콕
    - 돈므앙 국제공항
    - 수완나품 국제공항

  - 끄라비 - 끄라비 국제공항
  - 치앙마이 - 치앙마이 국제공항
  - 푸켓 - 푸켓 국제공항
  - 핫야이 - 핫야이 국제공항
- 필리핀
  - 마닐라 - 니노이 아키노 국제공항
  - 세부 - 막탄 세부 국제공항
  - 일로일로 - 일로일로 국제공항[4]
  - 클라크 - 클라크 국제공항

#### 남아시아
- 인도
  - 암리차르 - 스리 구루 람 다스 지 국제공항
  - 비사카퍼트남 - 비사카퍼트남 공항
  - 코임바토르 - 코임바토르 국제공항
  - 트리반드룸 - 트리반드룸 국제공항
  - 티루치라팔리 - 티루치라팔리 공항
  - 하이데라바드 - 라지브 간디 국제공항

#### 서남아시아
- 사우디아라비아
  - 제다 - 킹 압둘아지즈 국제공항

### 유럽

#### 중유럽
- 오스트리아
  - 빈 - 빈 국제공항[5]

#### 남유럽
- 그리스
  - 아테네 - 아테네 국제공항

### 오세아니아
- 오스트레일리아
  - 골드코스트 - 골드코스트 공항
  - 멜버른 - 멜버른 공항
  - 시드니 - 시드니 킹스포드 스미스 국제공항
  - 퍼스 - 퍼스 공항

## 단항 노선

### 아시아

#### 동아시아
- 중화인민공화국
  - 구이린 - 구이린 량장 국제공항
  - 난창 - 난창 창베이 국제공항
  - 닝보 - 닝보 리서 국제공항
  - 다롄 - 다롄 저우수이쯔 국제공항
  - 선전 - 선전 바오안 국제공항
  - 지난 - 지난 야오창 국제공항[6]
  - 취안저우 - 취안저우 진장 국제공항
  - 칭다오 - 칭다오 류팅 국제공항

#### 동남아시아
- 미얀마
  - 양곤 - 양곤 국제공항
- 필리핀
  - 다바오 - 프란시스코 방고이 국제공항
  - 칼리보 - 칼리보 국제공항

#### 남아시아
- 몰디브
  - 말레 - 말레 국제공항
- 방글라데시
  - 다카 - 샤잘랄 국제공항
- 인도
  - 러크나우 - 차우다리 차란 싱 국제공항
  - 벵갈로르 - 켐페고우다 국제공항
  - 자이푸르 - 자이푸르 국제공항
  - 첸나이 - 첸나이 국제공항
  - 코친 - 코친 국제공항

### 유럽

#### 서유럽
- 독일
  - 베를린 - 베를린 브란덴부르크 공항[7]
  - 베를린 - 베를린 테겔 국제공항

### 아메리카

#### 북아메리카
- 미국
  - 호놀룰루 - 호놀룰루 국제공항